# 단양소백산철쭉제
단양 소백산철쭉제는 소백산에 넓게 산재된 철쭉군락을 소재로 개최되는 축제이다. 철쭉이 개화하는 매년 5월 말에서 6월 초에 개최된다. 2019년까지 총 37회의 철쭉제가 개최되었다.

## 축제유래
1983년 소백산에 만개한 철쭉을 소재로 첫 소백산철쭉제가 시작되었다.1983년 5월 30일 한 언론사의 보도에 따르면 '충주댐건설로 수몰되는 실향민의 아픈 마음을 달래고, 소백산 철쭉처럼 화려하고 번성하는 새단양 건설을 위해 단양문화원이 주관해 제1회 소백산철쭉제를 개최했다.'는 기록이 남아있다. 1985년 제3회 철쭉제는 신단양 이주, 1988년 제6회 철쭉제는 제24회 서울올림픽, 1995년 제13회 철쭉제는 민선 지방자치, 2002년 제 20회 철쭉제는 한일월드컵, 2015년 제 33회 철쭉제는 신단양이주30주년 등 지역과 국가의 큰변화의 계기들이 단양소백산철쭉제에 반영되어 왔다.